# Повременная система оплаты труда
Подённая систе́ма опла́ты труда́ (повреме́нная за́работная пла́та, повре́менная опла́та труда́, англ. time-rate pay) — система оплаты труда наёмного работника, при которой заработок зависит от количества фактически отработанного времени с учётом квалификации работника и условий труда.
Ранее на Руси — Подённая плата.

## Определение
Ранее в Российской империи, различали две главные формы заработной платы смотря по основанию её расчёта:
- срочную, или повременную, плату (заработок рассчитывается по времени, в течение которого происходила работа, то есть по числу рабочих часов, дней, месяцев, реже — лет);
- задельную (сдельную), или поштучную, плату (заработок определяется по количеству сработанных единиц продукта и вообще труда, например у землекопов — по числу выкопанных кубических саженей)[3].

Срочная плата или повременная плата, по мнению П. Б. Струве игнорировала индивидуальную успешность труда: при равном рабочем времени работники, исполняющие одинаковую работу в одном и том же предприятии, получали равное вознаграждение, хотя бы производительность их труда была далеко не одинакова. Таким образом, срочная или повременная плата не поощряет прилежания работника в труде, но зато она и не заставляет его торопиться с работой и чрезмерно напрягать свои силы. На практике срочная или повременная плата должна была сообразоваться со среднею успешностью труда.
Согласно БСЭ повременная заработная плата — это форма заработной платы, при которой оплата труда производится в зависимости от фактического времени, затраченного на работу, и от квалификации работника.

## Разновидности повременной оплаты труда
- Простая повременная. По простой повременной системе оплата труда производится за определённое количество отработанного времени независимо от количества выполненных работ. По способу начисления подразделяется на почасовую, поденную, помесячную и годовую[5]. Данная система оплаты труда недостаточно обеспечивает непосредственную связь между конечными результатами труда работника и его заработной платой.
- Повременно-премиальная. По повременно-премиальной системе оплаты работнику не только начисляется заработная плата за отработанное время, но и премия за достижение определённых количественных и качественных показателей. Данная система оплаты труда предполагает выплату денежной премии сверх основного заработка на основании заранее установленных показателей и условий премирования (которые могут быть определены, например, в Положении о премировании, разработанном на предприятии).
- Повременная с нормированным заданием. При данной системе оплаты труда устанавливается план работ, который должен быть выполнен за определённый период времени с соблюдением требований к качеству продукции или работы. Заработок состоит из двух частей: повременной части и доплаты за выполнение задания. В отличие от системы с премированием учитывается только выполнение плана, а не перевыполнение. Премия может выплачиваться за высокое качество продукции (работы) и за экономное использование сырья и материалов.
- Повременно-сдельная. Смешанная оплата труда представляет собой синтез повременной и сдельной оплаты труда.

## Преимущества повременной системы оплаты труда
Более целесообразно использовать повременную оплату труда в следующих условиях:
- на конвейерных линиях с регламентированным ритмом;
- при выполнении работ по обслуживанию оборудования;
- на рабочих местах, где определяющим показателем работы считается обеспечение высокого качества продукции и работы;
- на рабочих местах, где определение количественного результата труда требует больших затрат и нецелесообразно, или вообще невозможно;
- на рабочих местах, где можно определить результат труда, но его нельзя считать основным показателем работы;
- если работник не может оказать непосредственного влияния на увеличение количественного результата работы, который определяется прежде всего производительностью оборудования или другими факторами.

В соответствии с тарифной ставкой или должностным окладом. При данной форме оплаты труда может использоваться ЕТС.
Если работник отработал рабочее время не полностью, заработная плата начисляется за фактически отработанное время.